# Varvara Massyagina
Varvara Massyagina (Almatý, URSS, 25 de agosto de 1977) es una deportista kazaja que compitió en judo. Ganó una medalla en los Juegos Asiáticos de 1998, y dos medallas en el Campeonato Asiático de Judo en los años 2003 y 2004.

## Palmarés internacional
| Juegos Asiáticos    | Juegos Asiáticos     | Juegos Asiáticos  | Juegos Asiáticos |
| Año                 | Lugar                | Medalla           | Categoría        |
| ------------------- | -------------------- | ----------------- | ---------------- |
| 1998                | Bangkok (Tailandia)  | Medalla de plata  | –78 kg           |
| Campeonato Asiático |                      |                   |                  |
| Año                 | Lugar                | Medalla           | Categoría        |
| 2003                | Jeju (Corea del Sur) | Medalla de plata  | –78 kg           |
| 2004                | Almatý ( Kazajistán) | Medalla de bronce | –78 kg           |